# Осовське
Осовське (пол. Osowskie, нім. Wussowske) — село в Польщі, у гміні Чарна Домбрувка Битівського повіту Поморського воєводства.
Населення — 46 осіб (2011).
У 1975-1998 роках село належало до Слупського воєводства.

## Демографія
Демографічна структура станом на 31 березня 2011 року:
|          | Загалом | Допрацездатний вік | Працездатний вік | Постпрацездатний вік |
| -------- | ------- | ------------------ | ---------------- | -------------------- |
| Чоловіки | 26      | 5                  | 19               | 2                    |
| Жінки    | 20      | 5                  | 11               | 4                    |
| Разом    | 46      | 10                 | 30               | 6                    |